# ALCO Century 425
La ALCO Century 425 era una locomotora diésel-eléctrica de cuatro ejes, construida por American Locomotive Company, que entregaba 2500 HP (1860 kW). Se construyeron 91 unidades entre octubre de 1964 y diciembre de 1966.
Forma parte de la línea de Locomotoras Century de Alco, la C-425 era una versión mejorada de la C-424. La C-425 empleó el mismo generador principal que se encuentra en el modelo U25B de General Electric.

## Propietarios originales
| Dueños                                    | Cantidad | Números               | Notas                                                                        |
| ----------------------------------------- | -------- | --------------------- | ---------------------------------------------------------------------------- |
| Chicago and North Western Railway         | 4        | 401–404               |                                                                              |
| Erie Lackawanna Railway                   | 12       | 2451–2462             | Entragadas al BC Rail 801-812                                                |
| New York, New Haven and Hartford Railroad | 10       | 2550-2559             | Entregadas a Penn Central 2450-2459, luego a Conrail conservando los números |
| Norfolk and Western Railway               | 18       | 1000-1016, 1011 (2da) | Ordenadas por Wabash Railroad 1000-1006                                      |
| Pennsylvania Railroad                     | 31       | 2416-2446             |                                                                              |
| Spokane, Portland y Seattle Railway       | 16       | 310–317, 320–327      | Entregadas a Burlington Northern 4250, 4252-4265                             |
| Total                                     | 91       |                       |                                                                              |